# 膠濟鐵路
- 關於2008年通车，设计时速250km/h的客运专线，請見「胶济客运专线」。
- 關於2018年通车，设计时速350km/h的高速铁路，請見「济青高速铁路」。

胶济线，通称胶济铁路，是联结中国沿海与内陆的主要铁路干线之一，也是横贯山东的运输大动脉。铁路自东向西共经过青岛市、胶州市、高密市、潍坊市、昌乐县、青州市、淄博市、济南市共8座城市。本线与邯济线一起构成晋煤外运的南线通道，也是青岛港的重要疏港通道。
铁路沿线有数目和种类都非常多的工业基地，例如胜利油田和坊子煤矿等重工业基地，以及青岛啤酒等知名轻工业厂家；另外，由中車四方生產的铁路车辆在出廠及回廠大修時，都会經過膠濟线。同时，沿线也是粮食和诸多经济作物的产地，更有极其丰富的自然人文和旅游景观。
本线始建于1899年，1904年全线通车，1990年完成复线改造，2006年完成电气化改造。截至2013年，铁路为国铁I级复线电气化铁路，正线营运里程384.2公里，共设有各类车站36座。

## 大事年表
| 时间           | 事件 |
| 1867年         | 德国地理学家李希霍芬考察中国18个省份后，认为胶州湾及其沿岸地区有着优越的条件，宜建一条从青岛横穿山东、到省府济南的铁路 |
| 1898年3月6日   | 中德签署《胶澳租界条约》，允许德国在山东修筑铁路                                                                       |
| 1899年6月      | 德国在柏林设立山东铁路公司                                                                                             |
| 1899年9月23日  | 铁路胶济线动工 |
| 1899年11月     | 高密等县农民反抗筑路，工程暂停                                                                                         |
| 1901年4月8日   | 青岛到胶州段通车 |
| 1904年6月1日   | 全线竣工通车 |
| 1914年         | 日本占领胶济线 |
| 1922年         | 中国赎回青島及胶济线                                                                                                   |
| 1938年         | 日本再次占领青岛及胶济线                                                                                               |
| 1945年8月      | 中国重新接管胶济线 |
| 1959年         | 复线工程开工，由于种种原因，直到1990年才最后完工                                                                       |
| 2003年         | 电气化改造工程开工 |
| 2006年9月8日   | 全线电气化，成为山东省第一条实现电气化的铁路线                                                                         |
| 2008年12月21日 | 胶济客运专线通车，旧线改为普速铁路                                                                                     |

## 建设过程

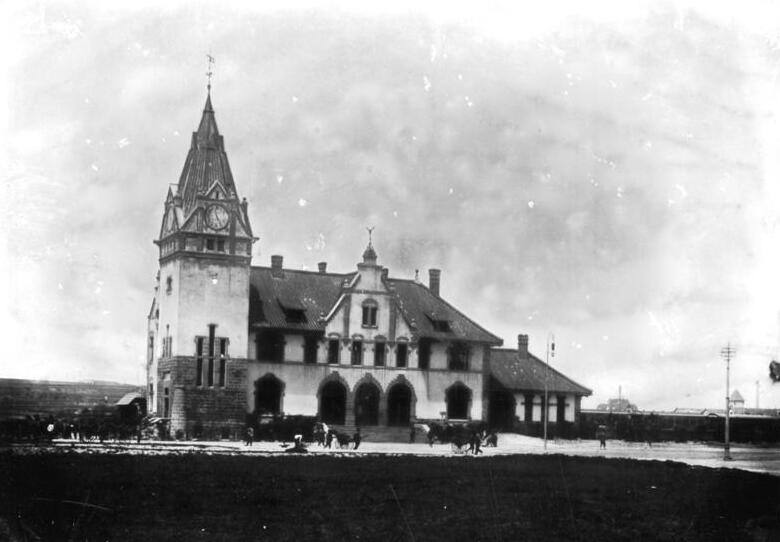
建成之初的青岛站

### 建造背景
最早提出铁路概念的是德国旅行家、地理和地质学家、科学家費迪南·馮·李希霍芬。他在实地考察山东时曾提出胶州到潍县地势平坦，适合修建铁路；后来，他又在自己的著作《中國——親身旅行和據此所作研究的成果》中正式提出了修建一条从胶州湾出发、连接山东的煤田、途经济南府通向北京和河南的铁路。
普法战争后，德国完成统一，开始在世界范围内扩张。1897年11月，德国借口巨野教案，强占了胶澳地区；1898年3月6日迫使清政府签定了《中德胶澳租界条约》。根据此条约，德国政府在1899年6月14日特许德国14家大银行集资5400万马克修建胶济铁路和胶沂铁路（青岛经沂州至济南，未动工）。同年9月23日，胶济线开工，德国海因里希親王在青岛主持开工典礼。

### 设计和施工过程
德国于1898年夏分段进行初测，1899年春进行定测。线路设计为单线，按照輕便鐵路标准建成，并预留以后铺设双线的条件。
整个工程施工由在德国柏林成立的山东铁路公司总办和总工程司负责，德国人组织中国工人施工和担任技术指导、监督。参加筑路的中国工人每日约2.5万人，采用包工形式，包工费按土方量计算。
大部分工程由人力完成。施工中，路堤填土不打夯，用预留沉落量来保持标高；除石质路堑采用爆破方法外，均用人力挑抬土方。1899年9月23日始，施工方在青岛、胶州铺设码头线运输轨料，由两地分别向西铺轨，铺至潍县后，改由一个铺轨队继续施工。辅轨工程采用大包工及把头分包形式。桥梁工程多由德国钢桥制造厂承包；拱桥就地砌筑，小跨度钢桥随铺轨进展就地拼装架设，大跨度钢桥则先铺设便线，便线通车后再就地拼装。所用器材、设备大部购自德国；至1899年底，中方订购的物资达到了10.5万吨，计值2300万马克。全部轨枕采用钢枕，桥梁基桩亦多用工字号钢或钢枕。砖瓦石料就地采购。筑路期间，每天约有2.5万名中国工人劳动。
施工方在修建期间，采取“建成一段、通车一段”的策略，使已经建成的区间先行通车；最终全线及张博支线于1904年6月1日建成通车。
| 铁路建成初期信息 | 铁路建成初期信息                   |
| 项目             | 详细                               |
| ---------------- | ---------------------------------- |
| 干线长度         | 395.284公里                        |
| 车站数量         | 56个                               |
| 桥涵             | 1165座                             |
| 技术参数         |                                    |
| 最大坡度         | 6.67‰                              |
| 最小曲线半径     | 300米                              |
| 曲线比例         | 24%                                |
| 轨距             | 標準鐵軌                           |
| 路基顶宽         | 5.9米                              |
| 道砟             | 碎石或卵石                         |
| 钢轨             | 30公斤/米                          |
| 枕木             | 钢枕1.2根/米                       |
| 造价             | 5290.12万马克 平均11.90万马克/公里 |

#### 施工中的冲突
早在勘测设计时，山东铁路公司未解释清楚购地事宜，使乡民误以为土地将被无偿侵占；另外，山东铁路公司雇佣的工人还在沿线调戏妇女；这些都加深了乡民的不满。施工进行到登萊青道萊州府高密縣境内时，由于当地水患严重，加上施工方占用土地，双方甚至还爆发了严重的流血冲突。为解决此类问题，清政府与德国议定，先购妥土地再进行施工。全线初期购地为27816.6亩，用801051.30元。

## 建成后

### 德据青岛时期

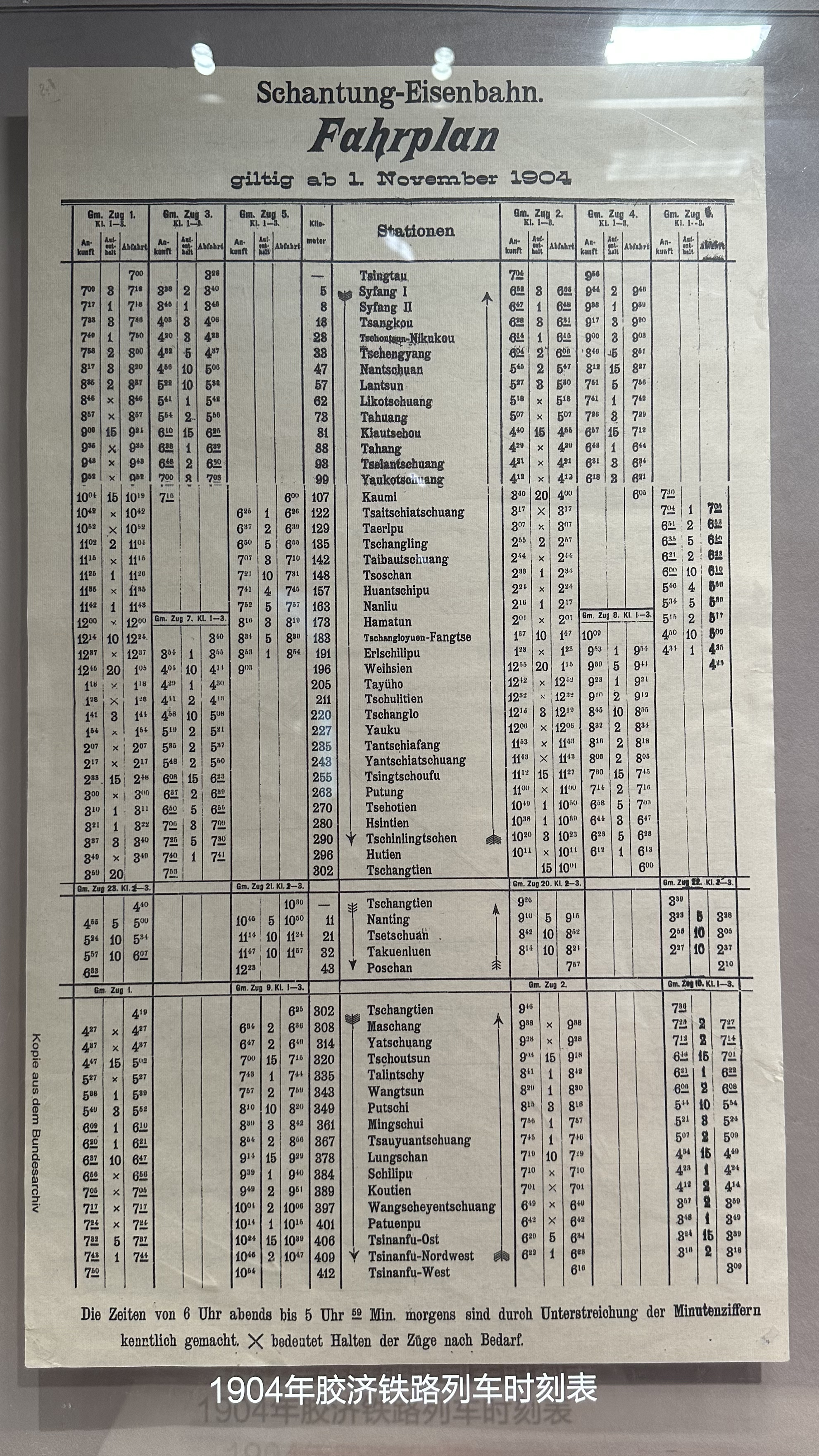
1904年胶济铁路列车时刻表，摄于胶济铁路青岛博物馆

在1904-1914这十年间，胶济铁路在山东铁路公司的控制下，运量一直在增长，直至一战爆发。在此期间，胶济铁路总运营收入从1905年的191万元增长至1913年的413万元；客运从1904年的55.9万人次增加至1910年的65.4万人次，增长了17%；而货运从1904年的17.9万吨增加至1910年的76.9万吨，激增了329%；在此期间，煤炭的运量也激增了200%。
鉴于运量不断增加，山东铁路公司决定扩建沿线的车站，其中重点改造的是大港站和博山站（位于张博铁路上）；为节约改造成本，山东铁路公司放弃了“中西合璧”风格的设计，取消了建筑上的部分中式建筑结构。

### 日据青岛及民国时期

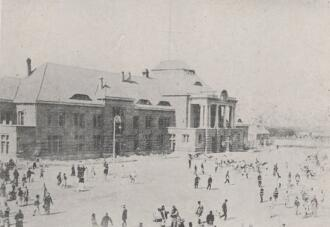
1924年中国赎回的胶济铁路济南站

日本借第一次世界大战对德宣战之机，于1914年9月3日派兵在黃縣登陆，9月25日占领潍县站，10月25日占领济南，先行强占了胶济线西段，當夜，中日兩方签订暂行管理胶济铁路章程17條。11月7日会同英军攻下青島，至此胶济全线被日本占领。1923年1月1日，根据华盛顿会议《解决山东悬案条约》和中日两国《山东悬案铁路细目协定》，中国以3200万元国库券（合4000万日元）赎回胶济铁路的所有权，但运营权利仍归日方：赎回的条件中还包括必须以营业收入偿付日方，以及必须委任日本人为车务长与会计长等不利于中方的要求。接管线路后，日方将各车站的德文站名都改成了英文，并增加了日文站名
在交还铁路后，日方仍然觊觎山东半岛巨大的机遇。1928年，國民革命軍北伐至济南后，日方借口“保护”侨民和胶济铁路运输，于4月开始向山东派出军队，又于5月3日起向国军驻济南部队发难、血洗济南，随后又控制了胶济铁路，并要求中国军队撤离至胶济铁路二十里外。在中日双方签订了《济案协定》后，日方于1929年交还胶济铁路。在接收铁路时，蔣中正与冯玉祥的军队又发生了冲突，后来更激化为多个军阀势力间的战争。
由于20世纪初山东匪患严重，不少山东人为求生存，选择了闯关东，而其中一部分人则选择通过胶济铁路前往东北地区，尤其是在津浦铁路开通并连接胶济和京山铁路后。光是1927年每天就有3000多人从青岛前往东三省。 
1937年抗日战争爆发后，11月中旬开始，國民革命軍和胶济线工人将机车、车辆过轨南运至粤汉线，从25日起又破坏了部分线路和桥梁。1938年1月，日本侵略军第二次侵占胶济线，将胶济铁路划归济南铁路局管辖。为侵略战争需要，日方进行了紧急抢修，2月11日勉强通车，3月31日恢复营业。1940年4月，日方将胶济铁路济南站并入津浦铁路济南站。抗日战争期间，八路军山东分支、地方抗日武装和中国铁路工人不断地破袭铁路和军用列车，阻止日方的运营或调动。
1945年8月日本投降后，中国共产党鲁中区党委设立胶济铁路工委，并接管了胶济线西段；另一边，国民政府接收了铁路的东段，并以青岛为后方派兵进攻共产党控制区，企图控制全线。自此，国共双方在胶济铁路沿线展开了多年的拉锯战，著名的有胶济路西段战役、潍县战役和济南战役。为运输需要，1946年12月胶济线勉强修通，但因解放军和当地农民的不断破坏又陷入瘫痪。1948年9月24日，胶济铁路西段全部解放；10月27日，中共华东局组成胶济铁路西段建路委员会，并于1949年元旦修复坊子至济南区间；1949年6月2日青岛市被解放军控制后，7月1日全线修复通车，胶济全线由共产党控制。

### 中华人民共和国时期
1953年，人民英雄纪念碑的碑心石从青岛浮山通过胶济铁路运到北京。
1958年-1960年间，铁路部门曾进行过双线的建设，但未完成，一直到1974年才复工，并最终于1990年完成。在此期间，铁路部门曾对胶济铁路进行一系列改建和扩建，包括线路和桥梁标准的提高、双线建设、历次提速和2007年的电气化，使线路的技术标准得到了大幅度提高。改造中，原德、日遗留下来的设备，除少数桥梁外，全为国产设备所代替。
2005年12月，胶济铁路的运营时速达到了140-160公里/小时。2007年4月18日，胶济铁路开始开行CRH2型动车组，运营最高时速升至250公里。
2016年起，山东建筑大学的师生开始进行沿线建筑遗产的考察和研究，以完善关于胶济铁路的历史资料。

#### 客货分线
2007年1月8日，胶济客运专线工程开建，2008年12月21日全线建成通车，其总成本约为95.8亿元人民币。。胶济客运专线开通后既有胶济铁路所有旅客列车均该经胶济客运专线运行。但自胶济客运专线开通以来，线上运行的动车组越来越多，胶济客运专线因高普混跑导致的运营压力不断增大。为使动车组顺利开行，从2013年开始，胶济客运专线上的大部分普速客车逐渐回到胶济线上运行，而胶济客运专线基本只运行动车组。

## 技术改造

### 线路改造
| 部件            | 时期               | 详情                                                  |
| --------------- | ------------------ | ----------------------------------------------------- |
| 曲线部分        | 初建               | 最小曲线半径300米                                     |
| 曲线部分        | 双线一期工程开通后 | 半径小于800米的曲线减至48处 最小半径为295米           |
| 曲线部分        | 1990年后           | 半径小于800米的曲线增为59处                           |
| 坡道            | 初建               | 坡道占58% 最大坡度为6.67‰                             |
| 坡道            | 双线一期工程开通后 | 大于5‰的坡道减至7处， 并改为下坡线路                  |
| 坡道            | 1990年后           | 下坡运行的超限坡道增为24处， 上坡运行的小超限坡道19处 |
| 路基            | 初建               | 顶宽5.9米                                             |
| 路基            | 50年代时           | 加宽至7米（50年代时）                                 |
| 路基            | 双线改造时         | 加宽至10.9米（土质路面）和9.9米（石质路面）           |
| 钢轨            | 初建               | 30公斤/米                                             |
| 钢轨            | 1914年后           | 37公斤/米                                             |
| 钢轨            | 1926-1936年        | 43公斤/米（青岛-张店区间）                            |
| 钢轨            | 1938-1945年        | 40-43公斤/米（张店-济南区间）                         |
| 钢轨            | 1959-1965年        | 国产43公斤/米                                         |
| 钢轨            | 1977-1981年 1986年 | 50公斤/米                                             |
| 钢轨            | 1991年             | 60公斤/米*401.50公里 50公斤/米*110.54公里             |
| 钢轨            | 至2000年           | 60公斤/米无缝（除青岛大港支线）                       |
| 轨枕            | 初建               | 钢枕1200根/公里                                       |
| 轨枕            | 1926-1936年        | 木枕1800根/公里                                       |
| 轨枕            | 1986年             | 钢筋混凝土枕1760根/公里                               |
| 轨枕            | 1996年后           | Ⅱ型钢筋混凝土轨枕                                     |
| 轨枕            | 2006年             | III型钢筋混凝土轨枕                                   |
| 平交道          | 初建               | 789处                                                 |
| 平交道          | 1919年             | 322处                                                 |
| 平交道          | 1950年代           | 386处                                                 |
| 平交道          | 双线修建时         | 368处                                                 |
| 平交道          | 1985年             | 389处                                                 |
| 平交道          | 1990年             | 196处                                                 |
| 平交道          | 2001年             | 0处（全线立交化）                                     |
| 到发线 有效长度 | 至1958年           | 不足650米                                             |
| 到发线 有效长度 | 1990年后           | 850米，部分车站预留1050米                             |
| 到发线 有效长度 | 2006年后           | 1050米                                                |

### 桥梁改造
桥涵初建时系按轻便铁路标准设计和施工，载重以轴重13吨为标准。按当时桥梁标准，计建有特大桥1座、大桥19座、中桥48座、小桥915座、涵渠182座，共1165座。自1924年起，用了17年时间，对全线原桥钢梁逐一进行了更换，载重等级分别提高为古柏氏E-50级和L-20级。经改建、换梁和加固补强，桥梁等级均达到《铁路桥涵设计规范》要求，对遗有战争伤痕的大桥于1989年改换完毕。
1990年，全线共有桥梁840座、近2.1万延长米，其中钢桥74座、圬工桥764座、混合桥2座；另有涵渠1032座，19140横延米。

### 复线建设
胶济铁路的复线建设分为两期工程：一期工程为1958年-1960年底及1974年-1985年，济南-谭家坊段和谭家坊-蓝村段；第二次建设时期为1981年-1996年底，蓝村至四方段。

#### 一期工程
1958年，因“大跃进”带来的运量增加及沿线新建工业区的规划，修建胶济复线被提上了日程。同年12月北京铁道学院完成勘测设计，1959年1月完成步设计，后改由济南局提出娄山至四方站施工设计资料。1960年11月，铁道部第三设计院承担部分区间施工设计。济南局于1959年开始修建；1960年12月，黄台至历城段建成后停工。
1974年复工时，由交通部第二设计院先期一年提出北关站至青岛站间新建双线的初步设计。1974年铁道部第四工程局完成岞山至南流站等四段部分产路基和桥涵工程。1977年因调整计划停工。1978年由济南局在张店至益都站间施工。1980年2月铁道部第三工程局参加济南至蓝村段一期工程施工。在双线施工中，原潍坊站至坊子站间的14.1公里正线被改为坊子支线。1983年12月，按铁道部的决定，二院变更了部分设计。
为组织、指挥施工，山东省政府和铁道部组成山东省胶济复线工程指挥部，沿线各地市、青岛铁路分局也成立指挥部和办公室组织施工。各相关机构也派出技术人员承担各个区间、领域的任务，其中济南局5800人承担济南至谭家坊段，铁道部第三工程局7000人承担谭家坊至蓝村段，铁道部第五工程局承担电力、通信、信号、工程施工。沿线地方政府和人民共投入民工3.5万人承担土石方工程。1984年3月至1985年3月，济南局又参加了沧口至沙岭庄站间一期工程增加项目的施工，并建成通车。
| 类型     | 项目及数量                                                             |
| -------- | ---------------------------------------------------------------------- |
| 铺轨     | 434公里                                                                |
| 石料使用 | 1146万立方米                                                           |
| 新建     | 编组站1个 区段站1个                                                    |
| 新建     | 特大桥1座 大中桥73座 小桥164座                                         |
| 新建     | 231.800公里 10千伏输电线                                               |
| 新建     | 新建工务段1个 电务段1个 建筑段1个 水电段1个 及生产、生活房屋18万平方米 |
| 扩建     | 区段站1个 中间站27个                                                   |

#### 二期工程
由于青岛港的吞吐量，以及改革开放后山西煤炭的输出量不断增加，铁道部下达了二期工程的计划书。二期工程主要项目为蓝村-四方间复线修建与青岛客站、大港等站场改扩建等。1984年3月，二期复线工程开工，1984年蓝村至济南间双线投入运营， 1990年末全线双线贯通，第一线和第二线长度分别为384.6公里和377.1公里。青岛客站改建由青岛铁路分局承担，1989年开工，1991年一期剩余工程全部竣工，转入二期蓝村-青岛站场综合配套改造工程。
1992年全线电力贯通，青岛-淄博间启用自动闭塞。1995年，四方站电气集中投产；除四方-大港间单线为半自动闭塞外，其余均实现双线自动闭塞行车。其后，各中间站的站场改造、青岛客站及西下行场、大港站、青机北内燃定修段、青岛车辆段客货修及综合光缆等工程也相继完成。1996年11月，受青岛电厂工程影响延滞的沙岭庄客车存放线工程开通。至此，胶济复线工程全面完成。
| 类型 | 项目及数量                                                       |
| ---- | ---------------------------------------------------------------- |
| 新建 | 编组站1个 区段站1个 中间站7个 线路所3个                          |
| 新建 | 正线铺轨473.1公里 站线铺轨407.7公里                              |
| 新建 | 特大桥1座 大、中桥93座                                           |
| 新建 | 工务段1个 电务段1个 水电段1个 建筑段1个 及其它生产、生活建筑设施 |
| 新建 | 变电所1个 配电所7个 10千伏架空电力线387.4公里                    |
| 改造 | 区段站1个 中间站43个                                             |
| 用料 | 土石方1585万立方米                                               |
| 成本 | 总概算为14.4亿元 实际投资16.0亿元                                |

### 电气化改造
为进一步提高胶济铁路的运力，铁道部又提出了电气化改造的计划。铁三院承担济南枢纽相关工程设计，铁二院承担其余范围的勘测设计；主要改造内容为“电化、提速、扩能”，工期3年。2002年2月，铁道部审查胶济铁路电气化改造可行性报告后，责成铁二院、铁三院承担设计任务；7月审查初步设计时，铁道部要求提高线路设计标准，将济南-青岛间旅客列车运行时间控制在150分钟；两勘测设计院在2004年1月向施工单位交付施工图。
电气化工程于2003年3月开工，至2006年6月除个别地段外已全部完成，使胶济铁路成为山东省第一条电气化铁路。自2005年以来，济南西机务段便着手进行电力机车的驾驶、检修、整备等方面的准备工作；同时机务段的司机也开始接受相关培训，为转型做准备。
| 项目         | 详细 |
| ------------ | --- |
| 路基土石方   | 2243.08万立方米 |
| 级配碎石     | 190.03万立方米 |
| 浆砌圬工     | 82.7万立方米 |
| 铺轨         | 正线541公里 站线210公里 |
| 道岔         | 更换800组 |
| 信号联锁道岔 | 安装1917组 |
| 轨枕         | 更换45.2万根 |
| 道砟         | 223.6万立方米 |
| 混凝土挤密桩 | 44.62万延长米 |
| 接触网导线   | 1430公里 链式悬挂 高13米 |
| 牵引变电所   | 新建9处 |
| 桥梁         | 新建、改建大桥26座、9056.96延长米， 中桥107座、9205.63延长米， 小桥23座，564.22延长米， 框构桥230座、43369.16顶平米， 新建上跨桥51座，72015.18平方米； |
| 房屋         | 新建66305平方米 |
| 总概算       | 45.2亿元 |
| 实际投资     | 44亿元 |

工程完工后列车平均运行时速由原设计的130-160公里提高到180-200公里，货运设计输送能力提高到4972万吨。

## 车站
在修建铁路时，山东铁路公司认为，山东省人口密集，火车站要尽可能多设一些，站距要尽可能短；所以，建成初期沿线共设有55个站，一些地段每隔8公里就有一个站。另外，铁路公司只计划将两端起点车站（青岛站和老济南站）设计得有特色一些，而沿途的车站都是按照质朴实用的标准建设的
| 站名   | 中心里程 （K千米+米） | 等级 | 站名   | 中心里程 （K千米+米） | 等级 |
| 青岛   | K0+398                | 特   | 昌乐   | K185+620              | 二   |
| 四方   | K6+666                | 三   | 谭家坊 | K200+792              | 四   |
| 沙岭庄 | K11+309               | 二   | 青州市 | K216+966              | 二   |
| 青岛北 | K15+500               | 特   | 普通   | K225+036              | 四   |
| 娄山   | K21+802               | 二   | 临淄   | K238+004              | 三   |
| 城阳   | K30+579               | 三   | 东风   | K257+100              | 二   |
| 即墨   | K42+594               | 四   | 金岭镇 | K261+031              | 四   |
| 蓝村   | K51+711               | 一   | 湖田   | K266+311              | 四   |
| 蓝村西 | K55+200               | 一   | 淄博   | K269+930              | 一   |
| 胶州   | K72+720               | 二   | 马尚   | K274+084              | 四   |
| 姚哥庄 | K89+397               | 三   | 周村   | K282+380              | 三   |
| 高密   | K98+715               | 二   | 王村   | K295+221              | 三   |
| 蔡家庄 | K104+998              | 四   | 章丘   | K336+100              | 二   |
| 昌邑   | K115+854              | 四   | 平陵城 | K355+969              | 四   |
| 安丘   | K134+540              | 四   | 历城北 | K369+249              | 二   |
| 潍坊东 | K147+536              | 三   | 黄台   | K378+613              | 二   |
| 潍坊   | K162+012              | 一   | 大明湖 | K380+794              | 二   |
| 潍坊西 | K168+708              | 二   | 济南   | K384+588              | 特   |

### 主要客运站
- 青岛站
- 济南站
- 潍坊站
- 淄博站

### 主要货运站、编组站
- 蓝村西站
- 东风站

## 支线及联络线
丰富的矿产资源和沿海便利的交通促进了山东省工业的发展。为方便沿线企业的生产和物资的运输，德方、日方和中方的铁路机构先后修建了多条连接胶济铁路主线和周边地区的支线。

### 坊子支线

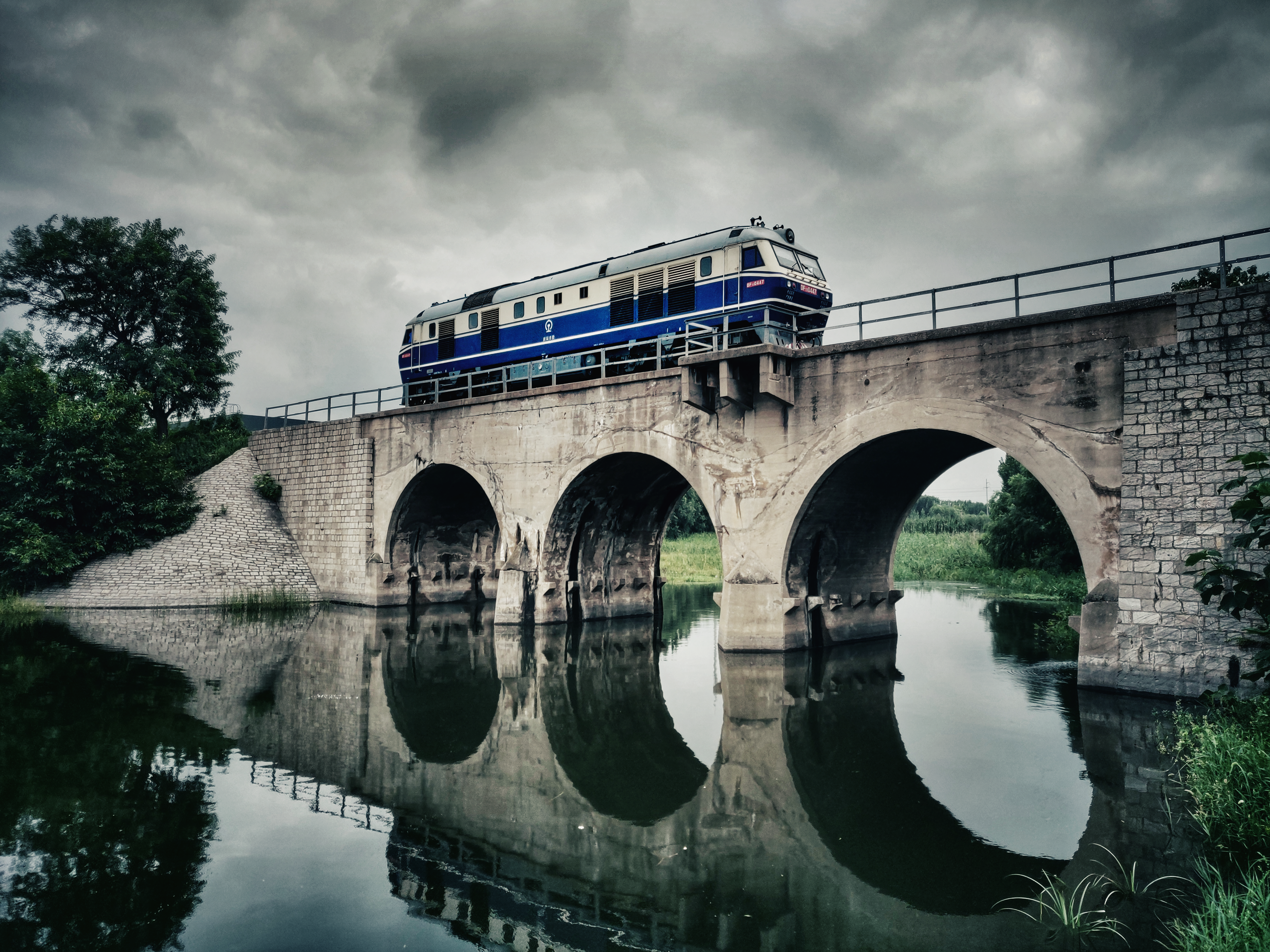
DF11 0447号机车单机通过虞河桥 (桥14.032)

坊子支线全长14.6公里，自胶济铁路潍坊站向东南方向引出，设廿里堡、坊子车站2个；主要承担坊子煤炭、粘土等矿产品外运和潍坊电厂用煤运输业务。
该线为原正线坊子-潍坊路段；在建设胶济铁路时，德国人早已探明坊子附近丰富的矿产，于是便有工程师提出将胶济铁路向东南方向改道，以便开采坊子煤矿；这样既能满足胶济铁路的燃料需求，又能为德方带来利润。由于德方大幅度地开采，当地本名为“潍县炭”的煤炭也被德方改名为“坊子煤”。德国和日本分别控制胶济铁路长达17年和31年；在此期间，两方分别在坊子煤矿开采了299万吨和422万吨的煤炭。
坊子煤矿的储量在不断开采中被渐渐被消耗殆尽，而且潍坊-坊子区间本就是绕道形成的区间，所以在线建设复线时，胶济铁路的新正线“裁弯曲直”，从潍坊-坊子区间的东北方向经过；随后，此路段成为了支线，坊子东端的原正线被拆除，而坊子站也从二等站降级为三等站。
由于坊子支线的平交道口多，且线路安全措施缺乏，蓝村西站和淄博站车务段工作人员在2010年左右，向支线沿线的企业提出了货货车“化零为整”，即整合往支线方向的车流并集中在特定日期开行；同时，车务段又提议取消坊子站的货运到达业务，并引导企业前往潍坊东站和潍坊西站办理货运业务。自2010年2月9日优化措施实施以来，东风站编往坊子支线的车流从当年1月份的27列减少到8列，零星车流大大减少
。

### 张博铁路
张博铁路从淄博市张店区至博山区，后来从博山站向东南方向延长至八陡站。另外线路在淄川还分出到洪山的支线，在南定分出往罗家庄的支线。四条支线长度合计为64.018公里。沿线煤、铝矾土、耐火粘土、陶瓷等资源物产丰富，其中洪山、罗家庄和八陡各有一个矿区。

### 淄东铁路
淄东铁路又名张东铁路，从张店区向北经过博兴县至东营市，另有博兴向北至小营的支线。淄东支线全长89.5公里，博小支线长18公里。淄东和博小支线是东营市和滨州市重要的铁路通道，而博小支线也是胜利油田唯一的外运通道。

### 金铁支线
金铁支线自淄博市临淄区的金岭镇站至铁山货场，全长10.4公里。1949年，铁山站被撤销，此线路也改为专用线。

### 益羊铁路
益羊铁路又名羊口支线，自青州市南站至羊口镇。其中益都-大家洼段全长72.27公里，由中间站宅科出岔至羊角沟段全长21.58公里(含港湾线)。沿线工农业发达，有全山东省最大的原盐生产基地、盐化工基地和滩涂养殖基地，以及大棚蔬菜生产基地。

### 胶黄铁路
胶黄铁路自胶州站分出至黄岛站，全长41.17公里。线路经过黄岛开发区。

### 黄台桥支线
黄台桥支线南起济南城东北的济南东站（现黄台站），北至小清河的黄台桥码头，长4.421公里。
在胶济铁路建成的次年，由山东省农工商务局投资，山东铁路公司修建了一条从济南东站到小清河码头的4.4公里的联络线，称为“小清河连轨线”。本是黄河中下游主要货运码头的泺口在膠濟鐵路修通后，成为了重要的水陆中转市场；然而，从济南市中心到泺口码头的路况非常糟糕，尤其是下雨天，非常不利于水路和铁路之间的衔接。另外，胶济铁路和津浦铁路之间的《互通货车章程》使津浦铁路的货车能优先前往黄河边装载货物；彼时，泺口黄河大桥即将通车，天津和黄河流域的交通和贸易将变得更方便，这将严重影响胶济铁路和租借地的地位和贸易。
于是，在1912年10月，为了“体恤华商”，也为了便利胶济铁路上的货运业务，山东铁路公司规划了济南西站至泺口的支线。而与此同时，山东都督和盐道台正打算将泺口堤岸的轨道东延至小清河，并与津浦铁路正线相连，称为泺口-黄台桥支线，以代替之前的运盐铁路。闻讯，德国驻山东领事立即建议，将津浦铁路的泺黄支线和胶济铁路的小清河连轨线连起来，使济南东站与泺口连接起来，又能省去修建轨道的费用。山东铁路公司迅速认同了此方案，并在1913年1月开始建设泺黄支线，并在6月建成，又在6月30日达成了《过车条件》。此后，胶济铁路上的列车都能使用自己的机车来往济南东站和泺口码头，实现了胶济铁路和黄河沿岸的连接。泺黄支线建成后，以运盐为主，次之为亚细亚(英国)、美孚(美国)洋行的石油和其他货物。
黄台桥支线已于1944年被日军拆除。

### 黄东联络线
又称胶济铁路至济青高铁联络线，2022年11月16日投入运营。线路起自黄台站东咽喉，沿大辛河、小清河向东北方向修至济南东站，并在其西侧设水坡村线路所引出城际场立折线，全长10.5公里，设计时速120公里。此线将济南东站、大明湖站、济南站串联，动车组从济南站至济南东站可不再经由济南西站而直达，耗时优化为17分钟。

## 运营
1902年6月1日潍县通车后，德方在10月就开挖坊子煤炭，月末就将煤运至青岛。仅1902-1913年，德国开挖的山东煤炭即达341万多吨；1905-1913年间，运输煤炭的运营收入达1950多万银元。山东铁路公司还规定，中国人只能管理中小型车站，而大型车站（例如济南车站、青岛站、胶州站和高密站等）必须由德国人管理。
中国赎回铁路后，作为交换条件，中方每年都会将全部营业收入存入横滨正金银行并付给日本利息240万日元。1923-1937年的15年间，中方一共付给日本利息3600万日元。
| 胶济铁路运营情况 | 胶济铁路运营情况 | 胶济铁路运营情况                               | 胶济铁路运营情况 |
| 年份             | 客运量           | 货运量                                         | 利润             |
| ---------------- | ---------------- | ---------------------------------------------- | ---------------- |
| 1905年           | 80.3万人         |                                                |                  |
| 1913年           | 812.7万人        | 557.0万吨 包括煤炭341.5万吨                    | 1950.6万元       |
| 1915-1921年      | 1595.2万人       | 1035.7万吨                                     | 1885.7万元       |
| 1921年           | 345.1万人        | 197.1万吨                                      |                  |
| 1929年           | 366.3万人        |                                                |                  |
| 1934年           |                  | 392.1万吨                                      |                  |
| 1935年           | 253.2万人        | 644.6万吨                                      |                  |
| 1940年           |                  | 煤123.7万吨 盐14.3万吨 花生2.8万吨 食油2.0万吨 |                  |
| 2005年           | 572.43万人       | 1829.72万吨                                    |                  |

| 胶济铁路车辆详情 | 胶济铁路车辆详情 | 胶济铁路车辆详情 | 胶济铁路车辆详情         |
| 年份             | 机车             | 客运车辆         | 货运车辆                 |
| ---------------- | ---------------- | ---------------- | ------------------------ |
| 1900年           | 17台             | 二等4节 三等24节 | 煤水车7节                |
| 1914年           | 49台             | 85辆             | 1148辆                   |
| 1922年           | 102台            | 145辆            | 1637辆 包括442辆30吨货车 |
| 1935年           | 113台            | 165辆            | 1896辆                   |

### 客运

#### 既有线动车

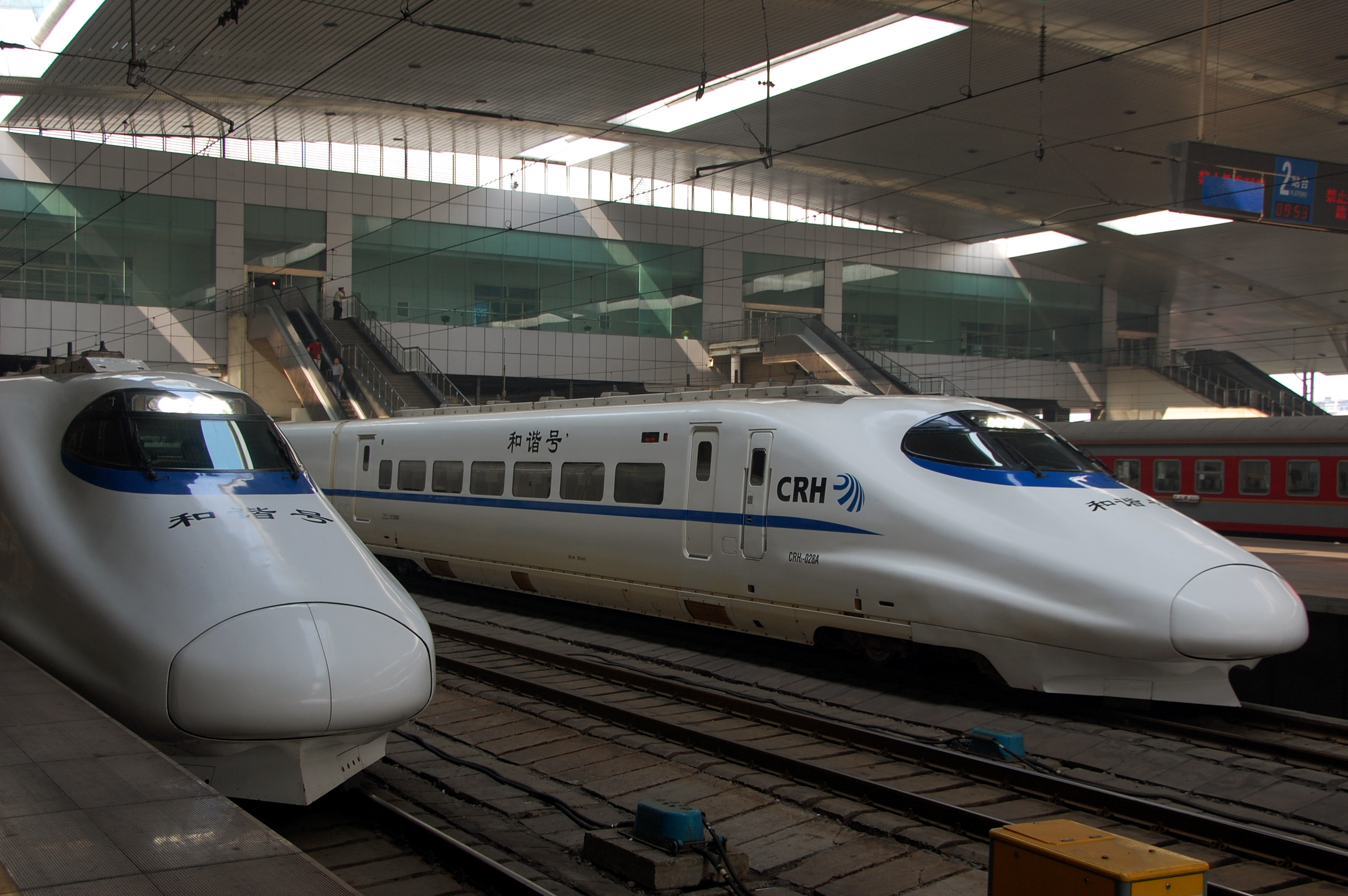
胶济既有线动车于济南站（2008年）

济南至青岛的胶济铁路亦是第六次大提速中开行动车组的提速干线之一。2007年4月18日起开行济南—青岛D605-D614次列车5对；北京—青岛动车组3对：其中济南铁路局负责1对，为D58/59次；北京铁路局负责2对，分别是D54/51、D56/55次；由于当时青岛站正在改造，所有列车于四方站始发终到。2007年9月1日起，济南—青岛D605-614次列车车次调整为D601-D610次。
2009年7月29日，开行四方—上海D78/75、D76/ 77次列车一对。
2008年8月1日起，新青岛站和新北京南站启用，所有列车使用新站到发；同时增开青岛—北京南D53/52次、D57/60次、D61/62次三对列车。2007年8月21日起，胶济客运专线东段（临淄—青岛）通车，所有列车该区段改由新线运行。2008年12月21日，胶济客专西段（淄博―济南东）开通，所有列车该区段改由新线运行。

### 重大事故
- 1923年2月16日3时30分，由于列车超载，云河大桥第三、第四孔钢梁断裂，37次货运列车的2台机车及6辆货车坠于桥下，1名司机死亡，5名司乘人员受伤，胶济铁路全线中断。后大桥于2月26日修复，28日通车。[57]

- 2008年1月23日晚，由北京开往四方的D59次动车组列车在安丘至昌邑区间撞到多名路轨作业人员，导致18人死亡[58]。
- 2008年胶济铁路列车相撞事故：2008年4月28日凌晨，由北京开往四方的T195次列车在通过王村站时，车尾前10~17位脱轨、颠覆，随后由烟台开往徐州的5034次客车与脱轨车辆相撞，5034次客车机后1－3位及机车脱轨、颠覆。事故共造成72人死亡，416人受伤，其中约70人重伤[59]。
- 2008年10月13日，北京铁路局开行的DJ5506次列车由青岛开往徐州。由于济南铁路局济南机务段带道司机的错误操作，导致列车在章丘－平陵城区间超速运行，事故未造成人员伤亡。
- 2009年3月27日，从青岛开往北京南的D54次列车行驶至潍坊附近撞死一名男子，导致车头开裂。

## 影响
胶济铁路的通车极大促进了青岛市的发展。铁路通车之前，烟台港比青岛港更繁忙、更知名；铁路通车后，船只纷纷选择在青岛停泊，以接驳更为高效的铁路运输，烟台的港口便开始衰落。当时著名的草编（一种手工艺品）就是在铁路通车后改为通过铁路从青岛出口，使青岛取代烟台成为当时国内最大的草编输出港；同样改由青岛出口的还有花生和棉花等物资。另外，青岛水陆和铁路间紧密的联系也极大便利了物资的进口；产自外国的油料、布料、火柴和针线都在青岛港上岸，并通过胶济铁路运往内陆。
潍县也因为铁路的通车得到了发展。其中，潍县出产的棉纱每年有6000吨经铁路运出。另外，来自青岛的物资和铁路沿线种植的烟草也会在潍县集散，使潍县成为当时国内最大的小商品批发市场，而潍县的二十里堡则成为烟草的重要集散地。
胶济铁路的开通也促进了济南市的发展。“向者由青岛至济南，须九日或十日，火车通后，则仅十二小时而已足。”铁路的通车，使作为省内重要城市的济南和青岛连接在了一起，也促成了济南自开商埠。

### 纪念

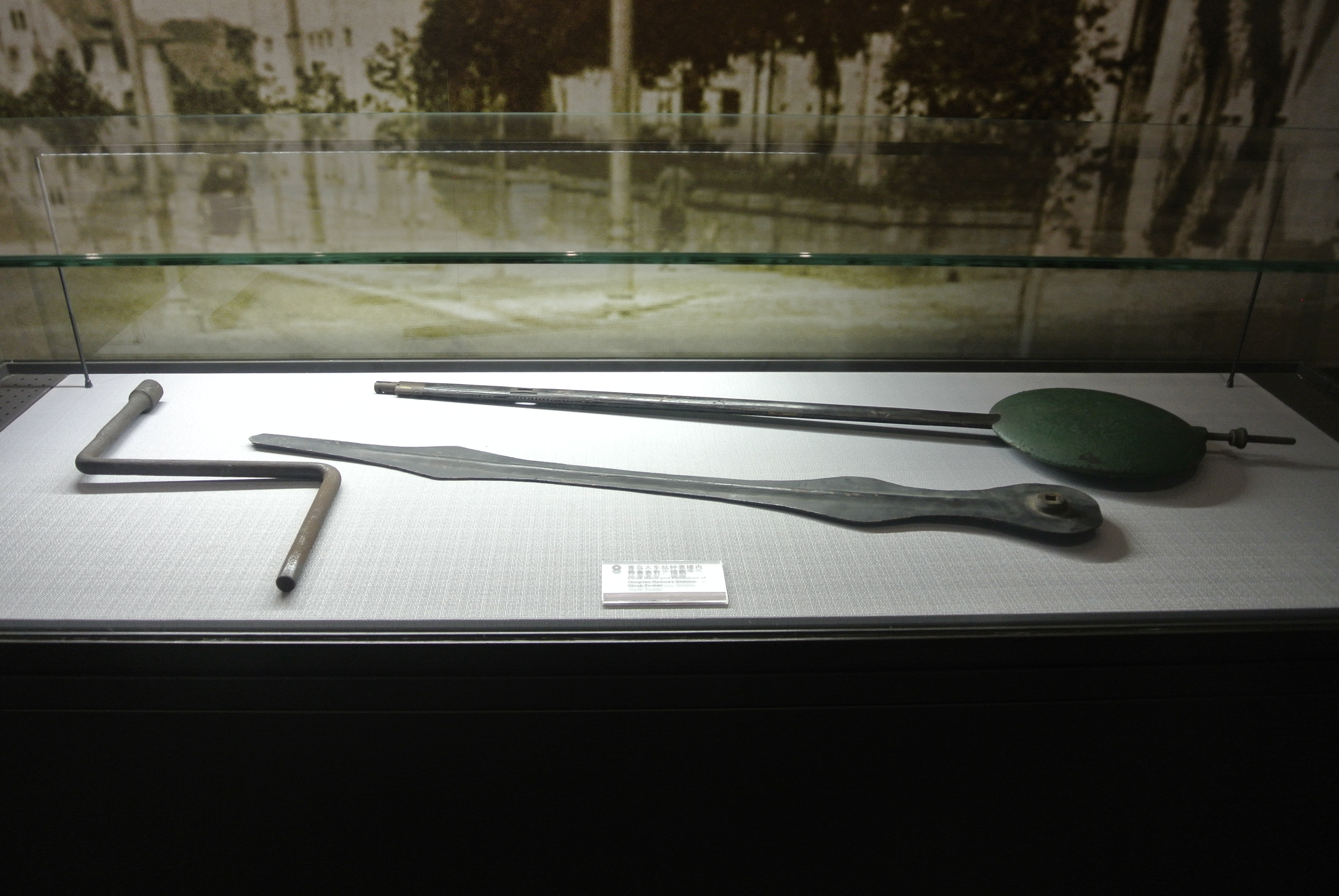
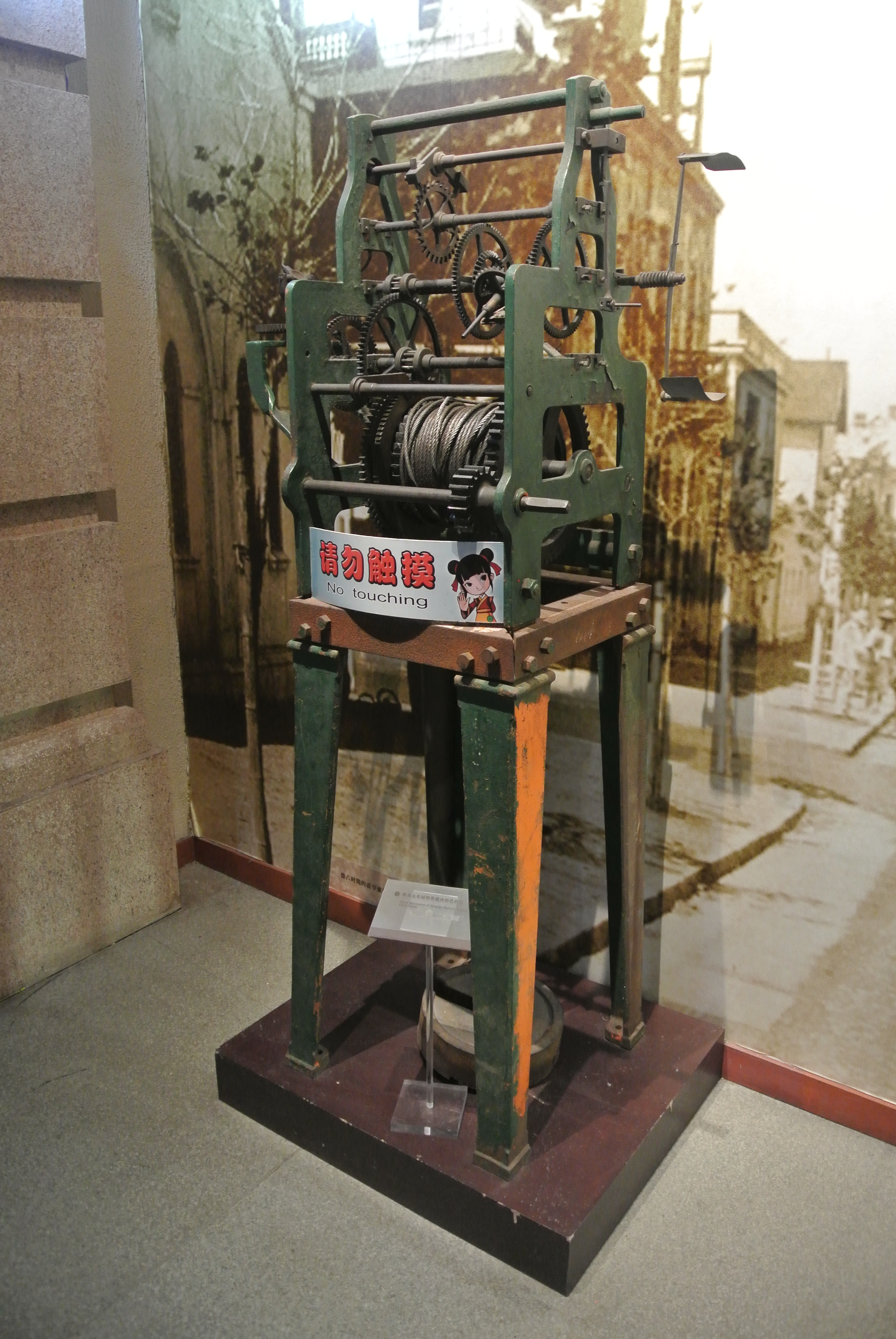
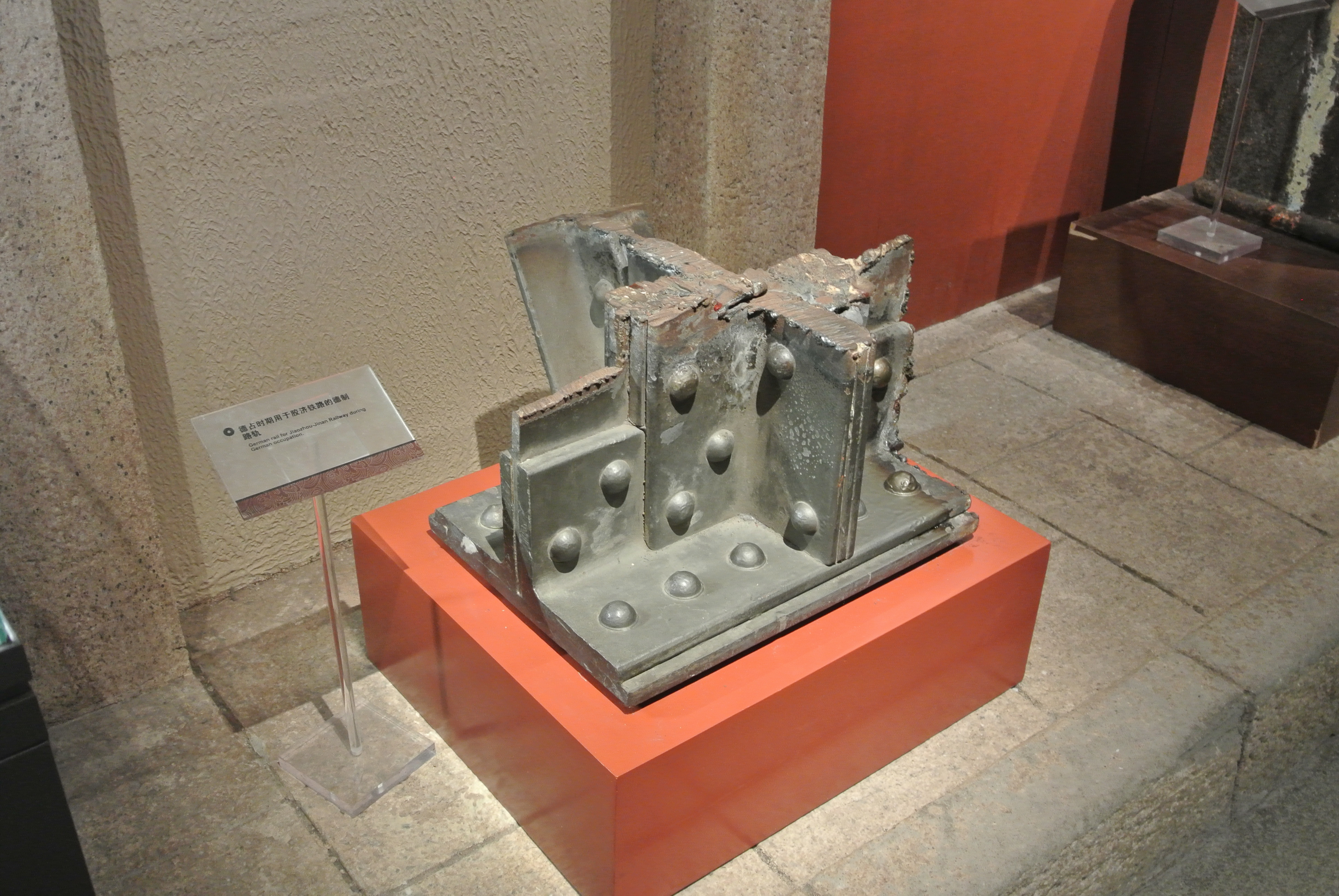
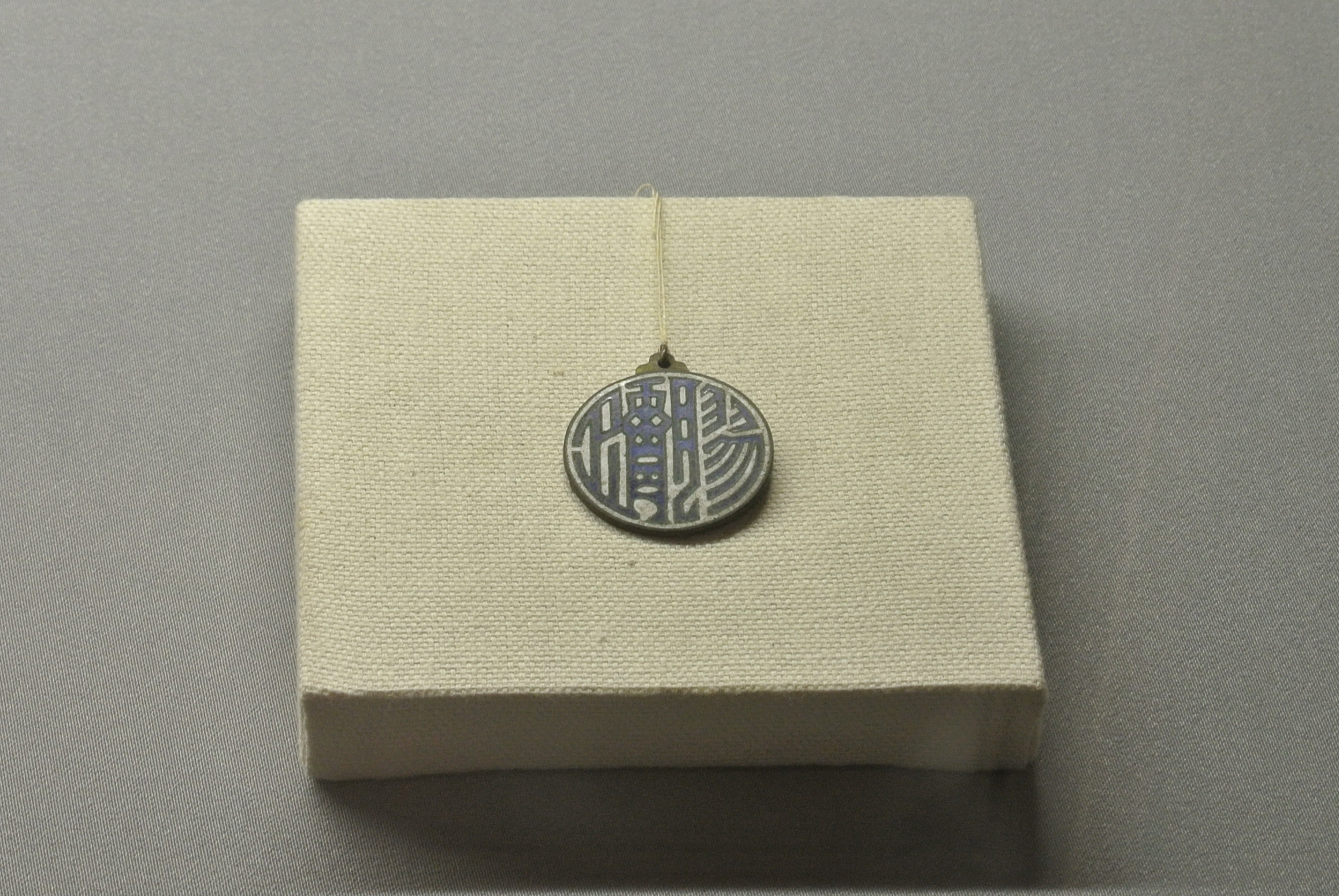

| 名称                         | 位置   | 保护等级             | 备注 |
| ---------------------------- | ------ | -------------------- | ---- |
| 原胶济铁路济南站近现代建筑群 | 济南市 | 全国重点文物保护单位 |      |
| 角楼庄北关车站旧址           | 济南市 | 济南市文物保护单位   |      |
| 黄台车站德式建筑群           | 济南市 | 山东省文物保护单位   |      |
| 山东路矿公司旧址             | 青岛市 | 全国重点文物保护单位 |      |
| 坊子火车站                   | 潍坊市 | 全国重点文物保护单位 |      |
| 廿里堡火车站                 | 潍坊市 | 山东省文物保护单位   |      |
| 车站饭店                     | 青岛市 | 青岛市历史优秀建筑   |      |
| 大港火车站                   | 青岛市 | 青岛市历史优秀建筑   |      |